# Уейн (окръг, Охайо)
Вижте пояснителната страница за други значения на Уейн.
Окръг Уейн (на английски: Wayne County) е окръг в щата Охайо, Съединени американски щати. Площта му е 1440 km², а населението - 111 564 души (2000). Административен център е град Устър.